# Jean de Baulias
 (avril 2018).
Améliorez-le ou discutez des points à vérifier. 
Jean de Lacvivier (1525-1572), seigneur de Baulias, est né en 1525 et mort en 1572. Il est le fils aîné de Jean de Lacvivier (1490-1554) – seigneur de Baulias, juge d'appeaux à Toulouse et juge-mage du comté de Foix –, et de Borghine de Roquefort, fille du capitoul de Toulouse (1507) Pierre de Roquefort.

## Biographie
Jean de Lacvivier est docteur en droit. Il épouse Honnoriche de Bonnefoy en 1550 puis Béatrix de Papus, ou Béclaire de Papus, en secondes noces. Il aura quatre enfants avec cette dernière : Jean sans postérité, Corbayran marié en 1602 à une damoiselle de chambre de la duchesse de Guise, Claire mariée au conseiller au parlement de Toulouse Jean de Mansencal et Françoise.
Il devient juge-mage du comté de Foix à la suite de l'abandon de cette charge par Jacques du Lac-Vivier reçu en tant que conseiller au grand conseil du parlement de Paris par lettres données à Orléans le 15 décembre 1560 sous la résignation de François Séguier après avoir prêté serment le 1er mars 1560 devant le chancelier et le 11 mars 1560 devant le grand conseil à Melun.
Il devient conseiller au grand conseil du Parlement de Toulouse le 17 février 1567 en profitant d'une dispense de Charles IX pour occuper un office clerc tout en étant marié.
Son frère cadet Jean-Baptiste de Lacvivier, protestant, juge d'appeaux du comté de Foix et conseiller ordinaire de la reine de Navarre, est condamné et exécuté à Toulouse au milieu de l'année 1567 pour crime de lèse-majesté divine et humaine. Jean de Lacvivier prend alors sous sa responsabilité ses quatre neveux et six nièces orphelins de père, les recommandant à la reine de Navarre Jeanne d'Albret « en contemplation des services de mon défunt frère » et en évoquant « celluy qui a exposé sa vie pour votre service comme votre Majesté pourra estre informée plus amplement par autres que par moy ».
En août-septembre 1567, Jean de Lacvivier, toujours à Montauban, prépare l'impression d'un ouvrage apologétique en demandant le soutien de la reine de Navarre, de son fils Henri et du prince de Condé. Il les informe en outre de l'état des forces en présence dans les régions de Montauban et Nègrepelisse.
Le 12 septembre 1567, Jean de Lacvivier devient, comme jadis feu son frère cadet, conseiller du conseil ordinaire de la reine de Navarre.
Le 6 octobre 1568, le président de Tournoër l'inscrit pour le parlement de Toulouse sur la liste des parlementaires suspects d'hérésie, avec le président de Bernuy et les conseillers de L'Hospital, du Bourg, Cavaignes, Coras, de Ferrières, de Percin, Dupont, Ramond, de Latour-Latget, Calvet, de Lamieussens, du Ferrier, Custon, de Nos et Dufaur de Pibrac. Ces suspects étaient tenus de rester dans leurs maisons, sous peine d'être incarcérés à la Conciergerie.
Il fait partie des parlementaires toulousains s'appuyant sur l'autorité du prince de Condé pour établir un parlement sécessionniste à Castres. Il est alors condamné à mort par contumace par le parlement de Toulouse, avec les conseillers Jean de L'Hospital, François Ferrières, Gabriel du Bourg, Latger et Thomas de Lamieussens. Naturellement absent de la ville après le précédent subi en 1567 par son cadet, seule son effigie est brûlée en place publique.
Jean de Lacvivier passe alors régulièrement à Montauban, où il loge chez un certain M. Constans, d'après Jean Dupuy le beau-père de Lancelot du Lac, lieutenant de la compagnie de gendarmes de l'amiral de Coligny : « Monseigneur, n'ayant poinct trouvé Monsieur du Lac-Vivier en ceste ville, ay laissé vostre lettre à M. Constans, son hoste qui m'a promis de la luy faire tenir bien tost. » Le reste du temps, il est à Pamiers, d'où on le prie en janvier 1571 de se rendre à Toulouse dans le cadre de l'enquête dédiée aux troubles religieux locaux.
Entre autres, l'enquête aboutit à des lettres patentes de Charles IX, données à Fontainebleau le 6 août 1571, enjoignant le parlement de Toulouse : « Aprez que, par un long temps, vous avez differé de publier notre édit fait sur la pacification des troubles qui estoient en notre royaume, et de recevoir maistres François de Ferrieres, Jean de L'Hospital, Jean de Coras, Anthoine Lagier, Thomas de Lamissens, Philippe Custos et Jean de Lac-Vivier, conseillers en notredite cour en l'exercice de leursdits états, suivant notre intentention portée par iceluy édit, et que toutes nos autres cours de parlement eussent dez long-temps satisfait et obei en cet endroit à notre volonté ; aussi que par nos lettres patentes et closes, il vous fût mandé les recevoir » et « d'admettre aucunes causes de récusation contre lesdits conseillers cy-dessus nommez, n'estans fondées sur autre fait que celuy de la religion ; cassant et révoquant les jugements par vous donnez ». La lettre ne fut enregistrée par le parlement de Toulouse que le 14 mai 1572 avec remontrances, grâce à l'envoi sur place par le roi de France de commissaires spéciaux. Les clauses de l'édit de Saint-Germain enfin acceptées à Toulouse, Jean de Lacvivier amnistié et réhabilité peut reprendre son office de conseiller au parlement de Toulouse.
Le 11 mars 1572, Jeanne d'Albert signe depuis Blois une lettre à Monsieur de Beauvoir dans laquelle elle lui demande de faire venir plusieurs personnes à la cour de France, dont Jean de Lacvivier, pour mener à bien les négociations devant sceller la paix religieuse et le mariage de son fils Henri de Navarre avec Marguerite de Valois : « J'ay esté contente que l'on mist par escript, mais à la charge de n'en croire pas ce qu'ils diront, sinon d'autant que ma conscience m'y conduira. Et parce que je vois que cette dispute vient en longueur, η'ayant homme icy qui sache mettre la main à la plume, comme faict monsieur de Francourt, j'ay pensé l'en voyer quérir; vous priant, monsieur de Beauvoir, qu'il vienne le plus tost qu'il luy sera possible. Je voudrois bien aussy que monsieur du Lac-Vivier ou La Mire peussent venir : car il y a des gens assez icy qui s'of frent à moy, mais je ne m'y fie pas ; Cavayne, Brodeau et d'autres, qui entretiennent fort la reine. Et puis ils me disent ce qui leurs plaist de leur parlement ; mais je vois bien qu'ils ne marchent point droict. Cela est venu de la reine d'envoyer quérir le sieur de Francourt, lorsque je lui dis que je n'avois icy personne de mon conseil, et que j'avois tout laissé avec mon fils. Elle me dict aussy qu'il falloit que vous vinssiez; je luy dis que vous ne pouviez laisser mon fils; mais nous avons advisé, monsieur de Beauvoir, que si le faict de la re ligion s'arreste, que pour les articles du contract il sera nécessaire que vous y soyez. Car, quant à mon fils, encores qu'ils ne traictent que pour le faire venir, si est-ce qu'il n'est pas besoing que tout ne soit résolu; et encore, s'il faut qu'il espouse par procureur, comme il s'en parle, il ne bougera de là, qu'il ne vienne faire l'office qui ne se faict point par procureur. »
Jean de Lacvivier est considéré comme étant mort à la Saint-Barthélemy. Dans le cadre de sa succession, l'inventaire de ses biens après décès est réalisé en 1572 à Bordeaux et à Toulouse.